# Niclas Bock
Niclas Bock (* 31. Juli 1990 in Düsseldorf) ist ein deutscher Triathlet.

## Werdegang
Niclas Bock wuchs in Breitscheid auf und kam das erste Mal mit Vereinssport in Berührung, als er mit sieben Jahren anfing, Fußball zu spielen.

### Triathlon-Profi seit 2004
Als er mit dem Triathlon zum ersten Mal in Kontakt kam und zu einem Probetraining geladen wurde, änderten sich seine Ambitionen und er startet seit 2004 als Profiathlet.
Seine Laufbahn begann beim TuS Breitscheid und führte ab 2008 über das EJOT Team TV Buschhütten zum Triathlon Team Ratingen 08. Für das Kölner Triathlon Team 01 startete er für die Teams in der 1. und 2. Triathlon-Bundesliga. Aktuell trainiert er beim Verein RSC Auto Brosch Kempten.
Im September 2009 wurde er in den Vereinigten Staaten Duathlon-Weltmeister in der Altersklasse 18–19 Jahre. 2010 gewann er mit neuem Streckenrekord den Austria-Triathlon auf der Mitteldistanz.
2010 wurde er auch Deutscher Duathlon-Meister in der Klasse U-23. Im Juni 2011 wurde er Dritter bei der deutschen Meisterschaft auf der Triathlon-Mitteldistanz.
Im Oktober 2013 startete er erfolgreich in Barcelona erstmals auf der Langdistanz. Mit seiner Zeit von 8 Stunden und 29 Minuten für die Langdistanz (3,86 km Schwimmen, 180 km Radfahren und 42,195 km Laufen) trug er sich in die Bestenliste deutscher Triathleten auf der Ironman-Distanz ein.
Seit dem Jahr 2017 betreibt er zusammen mit Nick Staggenborg den Blog Pushing Limits. Hier werden Beiträge rund um das Thema Triathlon veröffentlicht. In den Jahren 2019 und 2020 stellte er seine eigenen sportlichen Ambitionen eher in den Hintergrund und konzentrierte sich auf die Arbeit rund um Pushing Limits. 
Beim Ironman South Africa im April 2022 musste er beim Laufen aussteigen. Auch beim Audi Triathlon Ingolstadt musste er aufgrund der Witterungsbedingungen während des Radfahrens aus dem Rennen aussteigen.
Niclas Bock lebt in der Nähe der Stadt Kempten. Seit 2019 ist er mit Tamara Bock (geb. Hitz)  verheiratet. Das Paar hat zwei Kinder.

## Sportliche Erfolge
| Datum/Jahr    | Rang | Wettbewerb                                           | Austragungsort | Zeit     | Bemerkung                                                               |
| ------------- | ---- | ---------------------------------------------------- | -------------- | -------- | ----------------------------------------------------------------------- |
| 23. Juni 2019 | 3    | Erding Triathlon                                     | Erding         |          | hinter Frederic Funk                                                    |
| 9. Sep. 2018  | 1    | Ratingen Triathlon                                   | Ratingen       | 02:40:30 | 1,5 km Schwimmen, 60 km Radfahren, 15 km Laufen                         |
| 2. Sep. 2018  | 5    | Challenge Walchsee-Kaiserwinkl                       | Walchsee       | 03:58:18 |                                                                         |
| 19. Aug. 2018 | 1    | Allgäu Triathlon                                     | Immenstadt     | 04:01:36 |                                                                         |
| 28. Juli 2018 | 5    | Challenge Prag                                       | Prag           | 03:58:59 |                                                                         |
| 15. Juli 2018 | 1    | Karlsfelder Triathlon                                | Karlsfeld      | 01:58:35 | 1,5 km Schwimmen, 45 km Radfahren, 10 km Laufen                         |
| 10. Juni 2018 | DNF  | Ingolstadt Triathlon                                 | Ingolstadt     | –        |                                                                         |
| 16. Juli 2017 | 1    | Alpen-Triathlon                                      | Schliersee     | 02:07:24 |                                                                         |
| 24. Aug. 2014 | 2    | Allgäu Triathlon                                     | Immenstadt     | 02:20:48 | Zweiter auf der olympischen Distanz, beim Allgäu Olymp                  |
| 26. Apr. 2014 | 5    | Challenge Fuerteventura                              | Fuerteventura  | 04:07:58 | auf der Halbdistanz                                                     |
| 10. Juni 2012 | 3    | Bonn-Triathlon                                       | Bonn           | 02:56:28 | [ 7 ]                                                                   |
| 12. Juni 2011 | 3    | DTU Triathlon Deutsche Meisterschaften Mitteldistanz | Kulmbach       |          | auf der Mitteldistanz: 2 km Schwimmen, 85 km Radfahren und 20 km Laufen |
| 8. Mai 2011   | 6    | Siegerland-Cup (Triathlon)                           | Buschhütten    |          |                                                                         |
| 4. Sep. 2011  | 7    | Challenge Walchsee-Kaiserwinkl                       | Walchsee       |          |                                                                         |
| 28. Aug. 2010 | 1    | Austria-Triathlon                                    | Podersdorf     | 04:03    | Sieger auf der Mitteldistanz                                            |
| 4. Juli 2009  | 1    | ETU Triathlon European Championship 18–19            | Holten         | 02:01:04 | Europameister der Altersklasse 18–19                                    |
| 7. Sep. 2008  | 2    | Nibelungen-Triathlon                                 | Xanten         | 02:02:21 | [ 8 ]                                                                   |

| Datum/Jahr    | Rang | Wettbewerb                                       | Austragungsort | Zeit     | Bemerkung                                                           |
| ------------- | ---- | ------------------------------------------------ | -------------- | -------- | ------------------------------------------------------------------- |
| 3. Apr. 2022  | DNF  | Ironman South Africa                             | Port Elizabeth | –        |                                                                     |
| 1. Juli 2018  | DNF  | Challenge Roth                                   | Roth           | –        |                                                                     |
| 27. Sep. 2014 | DNF  | Ironman Mallorca                                 | Alcúdia        | –        | Rennabbruch nach der Radstrecke bei der Erstaustragung auf Mallorca |
| 20. Juli 2014 | 9    | DTU Deutsche Meisterschaft Triathlon Langdistanz | Roth           | 12:11:25 | DM im Rahmen des Challenge Roth                                     |
| 6. Okt. 2013  | 11   | Challenge Barcelona-Maresme                      | Barcelona      | 08:29:16 | erster Start auf der Langdistanz                                    |

| Datum/Jahr    | Rang | Wettbewerb                                | Austragungsort | Zeit     | Bemerkung                          |
| ------------- | ---- | ----------------------------------------- | -------------- | -------- | ---------------------------------- |
| 2010          | 1    | DTU Deutsche Duathlon-Meisterschaften U23 | Oberursel      |          |                                    |
| 29. Sep. 2009 | 1    | ITU Duathlon World Championship 18–19     | Concord        | 01:51:22 | Weltmeister der Altersklasse 18–19 |

(DNF – Did Not Finish)

## Veröffentlichungen
- Die Triathlonbibel: Das Standardwerk für alle Triathleten, von Niclas Bock, Timo Bracht, Nina Eggert, Caroline Cornfine, u. a.; spomedis (31. März 2015), ISBN 978-3955900502